# استان ایسرنیا

استان ایسرنیا (به ایتالیایی: Provincia di Isernia) از استان‌های کشور ایتالیا است. استان ایسرنیا در مرکز این کشور قرار دارد. مرکز این استان شهر ایسرنیا و زیرمجموعه ناحیه مولیز می‌باشد. مساحت این استان ۱٬۵۲۹ کیلومتر مربع و جمعیت آن ۸۹٬۷۷۵ نفر است.